# Dehors novembre
Pour le film, voir Dehors novembre (film).
Albums de Les Colocs
Atrocetomique
(1995) Suite 2116
(2001)
Dehors novembre est le troisième album du groupe musical québécois Les Colocs, paru en mai 1998, et le dernier du vivant du chanteur André Fortin.

## Contenu
Les textes de l’album, rédigés en majorité par André Fortin, sont beaucoup plus sombres et dépressifs que sur les deux premiers albums du groupe. Le mini-opéra-rock Belzébuth raconte la vie et la mort d’un chat du même nom. Pis si ô moins est une critique du capitalisme, des classes sociales et des « pauvres crétins prêts à mourir pour [leur] patrie » et « pour faire rouler l’économie ».

## Liste des chansons
| No | Titre               | Paroles                                        | Musique                           | Durée |
| -- | ------------------- | ---------------------------------------------- | --------------------------------- | ----- |
| 1. | Belzébuth           | André Fortin, Richard Petit, André Vanderbiest | André Fortin                      | 9:20  |
| 2. | Pis si ô moins      | André Fortin                                   | André Fortin, Mike Sawatzky       | 5:09  |
| 3. | Tassez-vous de d'là | André Fortin, El Hadji Diouf                   | André Fortin, André Vanderbiest   | 5:33  |
| 4. | La Maladresse       | André Vanderbiest                              | André Vanderbiest, Arnaud Bourgis | 3:51  |
| 5. | Le Répondeur        | André Fortin                                   | André Fortin                      | 3:45  |
| 6. | Tout seul           | André Fortin                                   | André Fortin, Mike Sawatzky       | 3:44  |
| 7. | U-Turn              | Mike Sawatzky                                  | Mike Sawatzky                     | 5:52  |
| 8. | Tellement longtemps | André Fortin                                   | André Fortin                      | 4:03  |
| 9. | Dehors novembre     | André Fortin                                   | André Fortin, Jimmy Bourgoing     | 6:04  |

## Personnel
Les Colocs
- André Fortin – chant, guitare, batterie, percussions
- Mike Sawatzky – guitare, basse, chant, harmonica
- André Vanderbiest – basse, chant

Musiciens additionnels
- Justin Allard – batterie
- Arnaud Bourgis – guitare
- Michel Dufour – batterie
- El Hadji Fall Diouf – percussions, chant
- Pape Abdou Karim Diouf – percussions, chant
- Jean-Denis Levasseur – clarinette, saxophone

## Héritage et hommages
En 2005, Patrick Bouchard réalise un court métrage d'animation au nom éponyme : Dehors novembre